# Anna Meyer (Malerin)
Anna Bertha Louise Auguste Meyer (* 12. Oktober 1855 in Rostock; † 20. Januar 1943 in Neustrelitz) war eine deutsche Malerin, die überwiegend Motive aus Mecklenburg, Warnemünde und dem übrigen Rostocker Umland zeichnete.

## Herkunft
Anna Meyer wurde als Tochter des aus Ludwigslust gebürtigen Medizinalrates (Johann Heinrich) Hermann (Andreas) Meyer (1814–1903) in dessen zweiter Ehe mit Friederike (Justine Johanna), geb. Haase (1829–1913) geboren. Ihre Großeltern mütterlicherseits waren der Rostocker Ratskellermeister, Kaufmann und Weinhändler (Johann Heinrich) Christian Haase (1780–1855) und die verwitwete Friederika (Christine Leopoldine) Ahlers, geb. Gremlin (1784–1849) aus Neustrelitz. Ihr Großvater väterlicherseits war der Ludwigsluster Hofküster Johann Meyer.

## Wirken
Die Rostocker Malerin Anna Meyer, über deren Leben wenig bekannt ist, ist heute fast in Vergessenheit geraten. Anfang des 20. Jahrhunderts zählte sie zu den Malerinnen, die sich wiederholt um Anerkennung ihrer Arbeiten bemühten. 1904 bat Anna Meyer gemeinsam mit anderen Malerinnen um die Erlaubnis, in den Galerien Werke anderer Meister kopieren zu dürfen. Im Herbst 1905 wurde sie Vorsitzende  der „Gruppe für bildende Kunst und Kunstgewerbe“, die bei ihrer Gründung sieben Frauen zählte. Da sie – wie viele Künstler – wenig Geld hatte, soll sie gelegentlich ihre Miete mit einem Bild bezahlt haben.

## Heimatmuseum Warnemünde
1916 schenkte sie dem Heimatmuseum Warnemünde elf ihrer Ölgemälde. Neun dieser Bilder geben Motive aus Warnemünde und der näheren Umgebung wieder. Heute sind sie für Heimatinteressierte und Volkskundler wieder von Interesse.
Über Jahre hinweg waren die auf Pappe gemalten Ölgemälde in Vergessenheit geraten und durch unsachgemäße Lagerung stark beschädigt. Sie wurden 1988 von den Restauratoren des Kulturhistorischen Museums Rostock aufwendig restauriert. 

## Tod
Anna Meyer starb 1943 unverheiratet in Neustrelitz und wurde auf dem Neuen Friedhof in Rostock begraben.
| Personendaten    | Personendaten                                          |
| ---------------- | ------------------------------------------------------ |
| NAME             | Meyer, Anna                                            |
| ALTERNATIVNAMEN  | Meyer, Anna Bertha Louise Auguste (vollständiger Name) |
| KURZBESCHREIBUNG | deutsche Malerin                                       |
| GEBURTSDATUM     | 12. Oktober 1855                                       |
| GEBURTSORT       | Rostock                                                |
| STERBEDATUM      | 20. Januar 1943                                        |
| STERBEORT        | Neustrelitz                                            |